# Rue Alfred-Roll
La rue Alfred-Roll est une petite voie, de seulement 130 mètres de long, située dans le quartier de la Plaine-de-Monceaux du 17e arrondissement de Paris.

## Situation et accès
La rue Alfred-Roll se situe dans le prolongement de la rue Alphonse-de-Neuville (dont elle a été détachée en 1926). Elle rejoint le boulevard Pereire au Boulevard Berthier. La rue est desservie par la ligne 3 à la station Wagram ou Pereire, ainsi que par la ligne du RER C (gare de Pereire-Levallois).

## Origine du nom

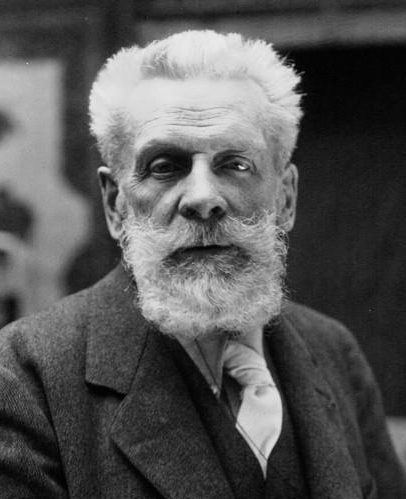
Le peintre Alfred Roll en 1918.

Cette rue porte le nom du peintre Alfred Roll (1846-1919), peintre réputé au tournant du siècle, considéré comme l'un des peintres officiels de la Troisième République. Il résidait et travaillait en effet dans une maison-atelier, à l'emplacement actuel du No 17 de la rue. 

## Historique
Le secteur de la rue Alfred-Roll n'a été urbanisé qu'à partir de 1870, sous le Second Empire, après l'annexion par la Ville de Paris de l'ancienne commune de Batignolles-Monceaux qui donnera naissance au nouveau quartier de la Plaine Monceau. 
À l'origine, la rue Alfred-Roll faisait partie de la rue Brémontier, qui rejoignait initialement l'avenue de Villiers aux fortifications de l'enceinte de Thiers (aujourd'hui boulevard Berthier). En 1888, le tronçon de la rue Brémontier compris entre l'avenue de Wagram et les "fortifications" a été rebaptisé rue Alphonse-de-Neuville, en l'honneur du peintre éponyme, dont l'atelier s'élevait à l'angle de la rue Alphonse-de-Neuville actuelle et du boulevard Pereire. 
En 1926, le tronçon de la rue Alphonse-de-Neuville compris entre le boulevard Berthier et le boulevard Pereire est détaché pour former la rue Alfred-Roll, en mémoire du peintre qui possédait une maison-atelier, à l'emplacement actuel du No 17 de la rue.

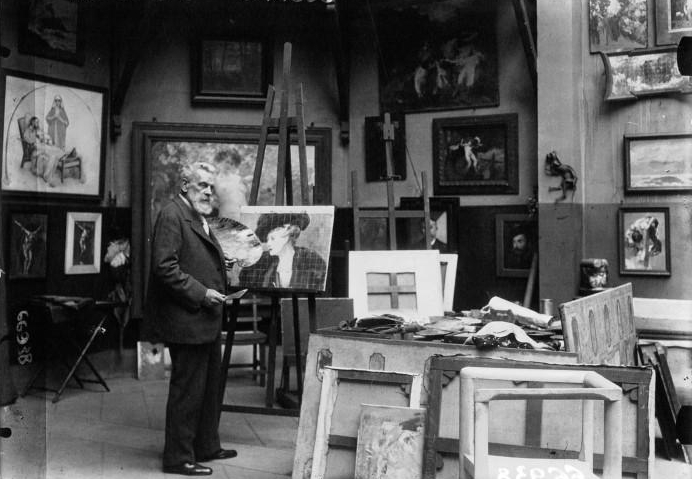
Alfred Roll dans son atelier.

La plaine Monceau est devenue entre 1875 et 1900 un nouveau quartier luxueux prisé à la fois par la bourgeoisie et les artistes en vogue. Le quartier a alors vu la construction de nombreux hôtels particuliers, dont beaucoup ont aujourd'hui disparu. La rue Alfred-Roll en conserve néanmoins quelques-uns dans le style éclectique qui caractérise la fin du XIXe siècle.  
La rue Alfred-Roll bénéficiait au tournant du XXe siècle d'un environnement calme et même verdoyant à l'emplacement de l'actuel Boulevard Berthier. La destruction des anciennes fortifications de l'enceinte de Thiers dans les années 1920, puis la construction d'immeubles à vocation sociale dans les années 1930 sur leur emplacement, le long des boulevards des Maréchaux, a modifié la configuration du quartier.

## Bâtiments remarquables et lieux de mémoire

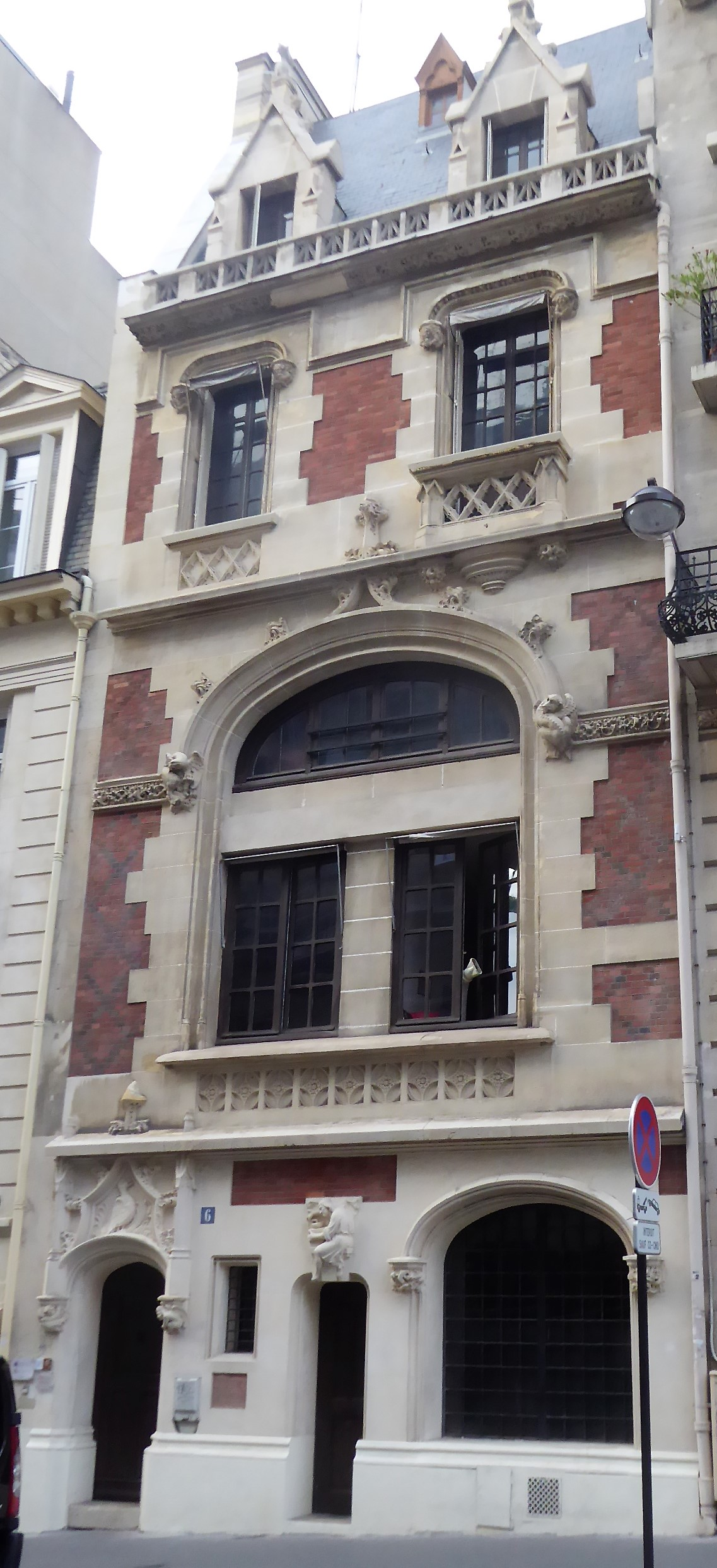
No 6 : hôtel particulier avec façade de style troubadour.

- No 1 : Edmond Rostand (1868-1918), auteur de Cyrano de Bergerac (1893), l'une des pièces de théâtre les plus célèbres du répertoire français, fait l'acquisition en 1897 d'un petit hôtel particulier, détruit depuis, alors situé au 29 rue Alphonse-de-Neuville[3],[4]et qui correspond aujourd'hui à l'emplacement du 1 rue Alfred-Roll.
- No 6 : bel hôtel particulier de la fin du XIXe siècle, avec une façade de brique rouge et des encadrement d'ouverture en pierre blanche. Le rez-de-chaussée est surmonté d'un bel étage avec large baie cintrée surmontée d'un galbe décoré de choux frisés. L'ornement de la façade est particulièrement travaillé, avec de nombreux motifs d'esprit « troubadour ». Le bâtiment bénéficie d'une protection patrimoniale dans le Plan Local d'Urbanisme de la Ville de Paris. C'est dans cet hôtel que vivait la cantatrice Jeanne Hatto (1879-1958) et où elle entretint une longue liaison avec l'industrlel Louis Renault (1877-1944).
- No 8 : hôtel particulier de la fin du XIXe siècle, actuel siège de l'ambassade du Togo en France.
- No 14: hôtel particulier datant de la fin du XIXe siècle, formant l'angle avec le Boulevard Berthier, avec une façade alternant brique et pierre. Le célèbre dramaturge et metteur en scène Sacha Guitry (1885-1957) et l'actrice Yvonne Printemps (1894-1977) s'installent en 1921 dans cebel hôtel particulier, alors situé au 30 rue Alphonse-de-Neuville, qu'ils occuperont jusqu'en 1927[5],[6],[7].  L'hôtel subsiste encore à l'emplacement actuel du 14 rue Alfred-Roll, à l'angle du boulevard Berthier. Le bâtiment abrite aujourd'hui la Siegmund Freud University.
- No 17 (anciennement 41 rue Alphonse-de-Neuville) : ancien emplacement de la maison-atelier qu'Alfred Roll (1848-1919) s'était fait construire en 1881 et qui a aujourd'hui disparu. Il s'y est éteint en 1919[8].
- No 17 et 19 : L'immeuble d'angle avec le boulevard Berthier et son voisin ont été réunis et surélevés en 1958 pour atteindre 9 étages.
- Mademoiselle Réjane (1856-1920), l'une des plus grandes comédiennes de son temps aux côtés de Sarah Bernhardt (elles inspirèrent toutes les deux à Marcel Proust le personnage de La Berma dans la Recherche du Temps Perdu), s'installa dès 1881 au 43 rue Brémontier (partie de la rue qui correspond aujourd'hui à la rue Alfred-Roll, en faisant l'acquisition d'un « mignon petit hôtel situé entre ceux de Roll et de Neuville »[9],[10]. Elle y donne des fêtes des bals qui « révolutionnent » le quartier d'après la presse de l'époque. C'est alors encore un secteur en devenir et ses invitations précisent avec humour pour l'adresse : « dans les terres vagues de l'Avenue de Villiers »[11].